# 辻本甫
辻本 甫（つじもと はじめ）は、日本の外交官。アラブ首長国連邦駐箚特命全権大使、ブルネイ駐箚特命全権大使などを経て、帝京大学教授。 

## 経歴・人物
1969年（昭和44年）一橋大学経済学部在学中に外務公務員採用上級試験に合格し、卒業と同時に外務省に入省した。1972年（昭和47年）6月、英国ケンブリッジ大学社会・政治学部を卒業した。
- 1988年（昭和63年） 7月 外務省国際連合局社会協力課長
- 1990年（平成2年） 4月 外務省研修所総括指導官
- 1991年（平成3年） 7月 外務大臣官房電信課長
- 1993年（平成5年） 8月 欧州連合（EU）日本政府代表部公使
- 1996年（平成8年） 2月 トロント総領事
- 1999年（平成11年） 1月 ブルネイ駐箚特命全権大使
- 2001年（平成13年） 7月 衆議院外務調査室長、衆議院常任委員会専門員、外務委員会専門員
- 2003年（平成15年） 3月 アラブ首長国連邦駐箚特命全権大使
- 2006年（平成18年） 9月 外務省退官
- 2007年6月 中日本高速道路株式会社顧問

退官後、帝京大学法学部法律学科教授に就任。開発関係論の講座を担当している。
2020年、瑞宝中綬章受章。

## 同期
- 遠藤乙彦（財務副大臣、公明党衆議院議員）
- 野坂康夫（鳥取県米子市長、文部省審議官）
- 谷内正太郎（外務事務次官）
- 田中均（東京大学公共政策大学院客員教授、外務審議官政務担当）
- 高須幸雄（国連大使、国際社会協力部長）
- 藤崎一郎（駐米大使、外務審議官）
- 宮本雄二（駐中国大使、中国課長）
- 重家俊範（駐韓大使、中東アフリカ局長）
- 小町恭士（駐タイ大使、駐オランダ大使、官房長、欧州局長）
- 飯村豊（駐仏大使、経済協力局長）
- 堀村隆彦（自治体国際化協会常務理事、駐ブラジル大使、中南米局長）
- 今井正（沖縄大使、駐マレーシア大使、国際情報局長）
- 高橋恒一（三井住友海上火災保険顧問、元外務省研修所長、駐チェコ大使、法務省審議官、国際社会協力部長）
- 林梓（駐ベルギー大使、文化交流部長、岩手県警察本部長）
- 天木直人（評論家、駐レバノン大使、内閣審議官）
- 松井靖夫（科学技術協力担当大使、駐コスタリカ大使、国際協力事業団理事、内閣審議官）

## 著作

### 論文
- 『知られざる王族の国、ＵＡＥの最近の情勢』（中東調査会、2007年06月25日）